# کریستین لاگارد
کریستین مادلین اودت لاگارد (به فرانسوی: Christine Madeleine Odette Lagarde)، زادهٔ یکم ژانویهٔ ۱۹۵۶ م. حقوق‌دان فرانسوی، وزیر اقتصاد و دارایی پیشین فرانسه و رئیس پیشین صندوق بین‌المللی پول است. او در ۱۸ ژوئیهٔ ۲۰۱۹ از سمت خود استعفا کرد. لاگارد اکنون سرپرست بانک مرکزی اروپا است.
کریستین لاگارد در ژوئن ۲۰۰۷ از طرف نیکولا سارکوزی به‌عنوان وزیر دارایی انتخاب شد. او پیش از آن نیز در زمان دولت دومینیک دو ویلپن به‌عنوان وزیر تجارت و وزیر کشاورزی و ماهیگیری انتخاب شده بود. او نخستین وزیر اقتصاد زن در دولت‌های گروه هشت (جی۸) است. همچنین، لاگارد نخستین زنی است که به‌عنوان رئیس صندوق بین‌المللی پول انتخاب می‌شود. کریستین لاگارد در سال ۲۰۱۱ در ردهٔ نهم فهرست قدرتمندترین زنان جهان نشریهٔ فوربز قرار گرفت.

## زندگی شخصی
کریستین لاگارد در پاریس در یک خانوادهٔ دانشگاهی و فرهیخته چشم به جهان گشود. پدر او رابرت لالواِت استاد زبان انگلیسی در دانشکدهٔ روان بود و مادرش نیکول به عنوان یک آموزگار کار می‌کرد. لاگارد در نوجوانی، عضو تیم ملی شنای موزون فرانسه بود. پس از فارغ‌التحصیلی از دبیرستان فرانسوی فرانسوا 1er در لو آور در سال ۱۹۷۴، او با یک بورس تحصیلی از AFS به مدرسهٔ نظامی هولتون که یک مدرسهٔ دخترانه در بتسدا، مریلند، ایالات متحدهٔ آمریکا بود، رفت. سپس او در رشتهٔ حقوق از دانشگاه دانشگاه پاریس غربی نانتر فارغ‌التحصیل شد، و مدرک کارشناسی ارشد در رشتهٔ علوم سیاسی از مؤسسهٔ D'études politiques D'AIX-FA-Provence را به دست آورد.
لاگارد به عنوان کارآموز در سال ۱۹۷۴ در ساختمان کنگرهٔ ایالات متحده کار می‌کرد.
لاگارد دو بار طلاق گرفته و دارای دو پسر، پیر هانری لاگارد (زادهٔ ۱۹۸۶) و توماس لاگارد (زادهٔ ۱۹۸۸) از ازدواج نخست خود با ویلفرد لاگارد است. از سال ۲۰۰۶، شریک زندگی او یک کارآفرین به نام خاویر جیوکانتی (Xavier Giocanti) از مارسی است. او یک گیاهخوار است و هرگز الکل نمی‌نوشد. سرگرمی او غواصی، شنا و باغبانی است.
مجلهٔ ووگ تصویر لاگارد را برای شمارهٔ سپتامبر ۲۰۱۱ انتخاب کرد.

## حاشیه‌ها
در ۲۳ مهٔ ۲۰۱۳ کریستین لاگارد، در حالی‌که رئیس صندوق بین‌المللی پول بود برای پاسخ‌دادن به پرسش‌هایی دربارهٔ پرداخت مبلغی کلان به یک سرمایه‌دار پرحاشیهٔ فرانسوی در دورانی که وزیر اقتصاد فرانسه بود به دادگاه احضار شد.